# Ho-103
Ho-103 (plným oficiálním názvem „pevný automatický kanón ráže 13 mm typ 1“) byl japonský letecký kulomet široce užívaný Japonským císařským armádním letectvem během druhé světové války. Jeho pohyblivě lafetovaná varianta byla známa jako Ho-104. Jeho konstrukce byla založena na americkém kulometu M1921 Browning užívajícím náboj 12,7 x 99 mm Browning, ale Ho-103 dosahoval vyšší kadence díky použití menšího náboje Breda 12,7 x 81 mm SR o nižší úsťové rychlosti, jehož nábojnice svou délkou ležela uprostřed mezi nábojem 12,7 mm Browning a nábojem pro německý MG 131 o délce 64 mm. Vzhledem k nižší úsťové rychlosti užívané střely Ho-103 často užíval výbušné nebo zápalné střelivo, ve snaze zvýšit jeho ničivé účinky v cíli.